# Prostituția în Roma antică
În Roma antică, prostituția era atât legală, cât și licențiată. Bărbații din partea oricăror clase sociale erau liberi să întrețină relații sexuale cu oricare dintre prostituate fără a comite vreun păcat moral, atâta timp cât dădeau dovadă de control de sine și moderare în ceea ce privește frecvența cu care apelau la aceste servicii.